# Joseph Arnaud
Pour les articles homonymes, voir Arnaud.
Joseph Arnaud est un homme politique français né le 13 juin 1801 à Grenoble (Isère) et mort le 13 janvier 1885 à Grenoble.

## Biographie
Négociant, entrepreneur en travaux publics, il est maire de Grenoble de 1851 à 1853 et reçoit à ce titre le 27 mai 1853 le télégramme annonçant l'arrivée du chemin de fer à Grenoble. Il est député de l'Isère de 1852 à 1863, siégeant dans la majorité soutenant le Second Empire.
Joseph Arnaud est inhumé au cimetière Saint-Roch de Grenoble.